# Akrobatické lyžování na Zimních olympijských hrách 2002
Akrobatické lyžování na Zimních olympijských hrách 2002 probíhalo v lyžařském středisku Deer Valley Resort v Park City v Utahu.

## Program
| Den    | Datum          | Zahájení (UTC-7) | Zahájení (SEČ) | Závod                                |
| ------ | -------------- | ---------------- | -------------- | ------------------------------------ |
| den 2  | 9. února 2002  | 9:00             | 17:00          | jízda v boulích ženy – kvalifikace   |
| den 2  | 9. února 2002  | 12:00            | 20:00          | jízda v boulích ženy – finále        |
| den 5  | 12. února 2002 | 9:00             | 17:00          | jízda v boulích muži – kvalifikace   |
| den 5  | 12. února 2002 | 12:00            | 20:00          | jízda v boulích muži – finále        |
| den 9  | 16. února 2002 | 10:00            | 18:00          | akrobatické skoky ženy – kvalifikace |
| den 9  | 16. února 2002 | 13:30            | 21:30          | akrobatické skoky muži – kvalifikace |
| den 11 | 18. února 2002 | 12:00            | 20:00          | akrobatické skoky ženy – finále      |
| den 12 | 19. února 2002 | 12:00            | 20:00          | akrobatické skoky muži – finále      |

## Medailové pořadí zemí
| Pořadí | Země                         | Zlato | Stříbro | Bronz | Celkově |
| ------ | ---------------------------- | ----- | ------- | ----- | ------- |
| 1.     | Austrálie (AUS)              | 1     | 0       | 0     | 1       |
| 1.     | Česko (CZE)                  | 1     | 0       | 0     | 1       |
| 1.     | Finsko (FIN)                 | 1     | 0       | 0     | 1       |
| 1.     | Norsko (NOR)                 | 1     | 0       | 0     | 1       |
| 5.     | Spojené státy americké (USA) | 0     | 3       | 0     | 3       |
| 6.     | Kanada (CAN)                 | 0     | 1       | 1     | 2       |
| 7.     | Bělorusko (BLR)              | 0     | 0       | 1     | 1       |
| 7.     | Francie (FRA)                | 0     | 0       | 1     | 1       |
| 7.     | Japonsko (JPN)               | 0     | 0       | 1     | 1       |
|        | Celkem                       | 4     | 4       | 4     | 12      |

## Medailisté

### Muži
| Disciplína        | Zlato                        | Výkon  | Stříbro                                     | Výkon  | Bronz                           | Výkon  |
| ----------------- | ---------------------------- | ------ | ------------------------------------------- | ------ | ------------------------------- | ------ |
| akrobatické skoky | Aleš Valenta · Česko (CZE)   | 257,02 | Joe Pack · Spojené státy americké (USA)     | 251,64 | Alexej Grišin · Bělorusko (BLR) | 251,19 |
| jízda v boulích   | Janne Lahtela · Finsko (FIN) | 27,97  | Travis Mayer · Spojené státy americké (USA) | 27,59  | Richard Gay · Francie (FRA)     | 26,91  |

### Ženy
| Disciplína        | Zlato                              | Výkon  | Stříbro                                          | Výkon  | Bronz                           | Výkon  |
| ----------------- | ---------------------------------- | ------ | ------------------------------------------------ | ------ | ------------------------------- | ------ |
| akrobatické skoky | Alisa Camplinová · Austrálie (AUS) | 193,47 | Veronica Brennerová · Kanada (CAN)               | 190,02 | Deidra Dionneová · Kanada (CAN) | 189,26 |
| jízda v boulích   | Kari Traaová · Norsko (NOR)        | 25,94  | Shannon Bahrkeová · Spojené státy americké (USA) | 25,06  | Tae Satojová · Japonsko (JPN)   | 24,85  |